# Dominic Mai Luong
Dominic Mai Luong (wiet. Mai Thanh Lương; ur. 20 grudnia 1940 w Minh Cường w Wietnamie, zm. 6 grudnia 2017 w Orange) – amerykański duchowny katolicki pochodzenia wietnamskiego, biskup pomocniczy Orange w Kalifornii w latach 2003-2015.

## Życiorys
Święcenia kapłańskie otrzymał w dniu 21 maja 1966. Służył duszpastersko w diecezji Đà Nẵng w rodzinnym kraju, zaś w 1975 wyjechał do Stanów Zjednoczonych i przez rok pracował w Buffalo. W 1976 inkardynował się do archidiecezji Nowy Orlean, pracując przede wszystkim w duszpasterstwie wietnamskich imigrantów.
25 kwietnia 2003 mianowany biskupem pomocniczym Orange ze stolicą tytularną Cebarades. Sakry udzielił mu bp Tod Brown.
20 grudnia 2015 przeszedł na emeryturę.
Zmarł 6 grudnia 2017.